# Gasan Čingizovič Gusejnov
Gasan Čingizovič Gusejnov (in russo Гасан Чингизович Гусейнов?; Baku, 1º settembre 1953) è un filologo classico e grecista azero naturalizzato russo.

## Biografia
Figlio dello scrittore azero Čingiz Gusejnov, è autore di alcuni volumi e di oltre cento articoli relativi alla filologia classica, alla storia delle culture, alla didattica delle lingue antiche, alla politica e alla letteratura contemporanea. Ha elaborato appositamente corsi di apprendimento del greco antico su portali web.
Nel 1975 ha concluso la propria formazione universitaria presso la sezione di studi classici della facoltà filologica dell'MGU - Università Statale di Mosca. Successivamente ha conseguito il dottorato in scienze filologiche all'Università Statale Russa di Scienze Umanitarie, 2002). 
Ha lavorato presso il GITIS - Istituto Statale di Arte Teatrale - (1978—1984), presso l'IMLI - Istituto di Letteratura Mondiale e Accademia delle Scienze dell'URSS "A. M. Gorkij" (dal 1984). Nel periodo 1990-1991 è stato borsista per il fondo Humboldt a Heidelberg. 
Dal 1992 al 1997 è stato collaboratore dell'istituto per l'Europa Orientale dell'ateneo di Brema, insegnando poi presso alcune Università in Danimarca e in Germania e lavorando come freelance presso la redazione internet della «Deutsche Welle» (2001-2006), oltre che docente privato presso l'Università di Bonn (dal 2002). 
Dal 2006 è collaboratore scientifico dell'istituto per l'Europa Orientale presso l'ateneo di Brema. Insegna inoltre presso la Russian Free University "Sakharov" di Lichtenfels, e dal 2007 è anche professore presso la facoltà di filologia dell'Università Lomonosov di Mosca.

## Opere
- (RU)  Драматургический метод Платона, Dramaturgìčeskij mètod Platona . Mosca, 1981
- (RU)  «Орестея» Эсхила. Образное моделирование действия, «Orestéja» Èskhila. Obràznoe modelirovànije déjtstvija. Mosca, 1982
- (RU)  Аристофан, Aristofàn. Mosca: Isskusstvo, 1988
- (RU)  Карта нашей Родины: идеологема между словом и телом Kàrta nàšej Ròdiny: ideologéma méždu slòvom i télom. Helsinki, 2000. (La seconda e completa edizione, "Карты нашей Родины", Kàrty nàšej Ròdiny, è stata pubblicata dalla casa editrice OGI nel 2005.)
- (RU)  Д.С.П. Материалы к русскому общественно-политическому словарю ХХ в D.S.P. Materjàly k rùsskomu obščestvvénno-politìčeskomu slovarjù XX v. Mosca: Тri kvadrata, 2003.
- (RU)  Д.С.П. Советские идеологемы в русском дискурсе 1990-х D.S.P. Sovétskie ideologémi v rùsskom diskùrse 1990-x. Mosca: Tri kvadrata, 2004.

## Articoli scelti (versionionline)
- (RU)  Грифос: предметное и словесное воплощение греческого мифа. In: Контекст-86. Mosca, "Nauka", 1987.
- (RU)  Некоторые особенности риторической практики М.В.Ломоносова all'interno della rivista Archiviato il 23 ottobre 2008 in Internet Archive..
- (RU)  Рипарография. Беллетристика середины 1990-х в поисках нового. All'interno della rivista Постскриптум: Литературный журнал. A cura di V. Alloj et al. № 1(6), 1997. SPB. Pagg.143-167.
- (RU)  Заметки к антропологии русского интернета: язык и литература сетевых людей. In: ILO, № 43, 2000.
- (RU)  Берлога веблога. Введение в эрратическую семантику (2005). Pubblicato anche all'interno dell'opera: Archiviato il 7 febbraio 2008 in Internet Archive.. Mosca, "Letnij sad", 2006.
- Gasan Gusejnov. The Linguistic aporias of Alexei Losev's mystical personalism. – Studies in East European Thought (2009) 61: 153-164.